# 新邵県
新邵県（しんしょう-けん）は中華人民共和国湖南省邵陽市に位置する県。

## 行政区画
- 鎮：醸渓鎮、厳塘鎮、雀塘鎮、陳家坊鎮、潭渓鎮、寸石鎮、坪上鎮、竜渓鋪鎮、巨口鋪鎮、新田鋪鎮、小塘鎮、太芝廟鎮、大新鎮
- 郷：潭府郷、迎光郷